# Chromium B.S.U.
Chromium B.S.U. — вільна аркадна гра в жанрі shoot 'em up. Існують версії гри для Windows, iPhone, PSP, Mac, Linux та багатьох інших UNIX-подібних операційних систем. Поширюється за ліцензією Artistic License.
Першу версію Chromium B.S.U. розробив 2000 року Марк Б. Аллан (англ. Mark B. Allan). Видана за ліцензією Artistic License, за час існування гра отримала значний внесок із боку спільноти. Гравець бере на себе роль героя, який пробивається з боєм через ворожі сили. Загалом ігровий процес нагадує двовимірні космічні шутери для аркадних автоматів.

## Сюжет
Сюжет гри будується на керуванні вантажним космічним кораблем під назвою Chromium B.S.U. Як командиру корабля, гравцю дають завдання доставити вантаж військам на лінії фронту. На борту корабля є кілька автоматичних винищувачів, використовуючи які потрібно зробити все, щоб вантаж досяг свого одержувача.

## Ігровий процес
Завдання гравця полягає в тому, щоб, стріляючи по ворожих кораблях, не дозволити їм дістатися до нижнього краю екрана. За кожен ворожий корабель, який досяг нижнього краю екрана, гравець втрачає одне «життя». Крім цього правила, гру ускладнює обмежена кількість боєприпасів. Щоб виграти, доводиться розраховувати кількість пострілів.
У складних положеннях гравцю даються на вибір дві можливості: зіткнутися з ворожим кораблем, завдавши шкоди і собі, й противнику, або самому знищити свій корабель — при цьому з екрана зникають і вороги.
Перший рівень гри містить лише три типи ворожих суден, проте на подальших рівнях починають з'являтися нові й нові вороги.

## Технічна інформація
Гру написано на C/C++. Графічну підтримку забезпечує OpenGL. За наявності апаратного прискорення гра стабільно видає приблизно 50 кадрів на секунду. Програмні реалізації OpenGL (наприклад, MESA), однак, не підходять для запуску гри. Для створення вікна та обробки подій введення (від клавіатури, миші та джойстика) використовується SDL. Втім, користувач може вибрати для цієї мети GLUT.
Параметри звуку користувач задає під час компіляції. Для виведення звуку можна використати OpenAL або SDL_Mixer, кожна з яких має свої переваги та недоліки. Аудіосистема в Chromium B.S.U. підтримує як списки користувача відтворення, так і читання зі CD.
Для вимальовування шрифтів використовується FTGL або QuesoGLC.

## Критичні відгуки
Журнал «Ubuntu Magazine» відзначив у грі графіку, музичне оформлення, легке, зручне керування мишею та цікавий ігровий процес. «Linux Planet» підкреслив кілька відмінних, на їх погляд, особливостей гри: противник, що втік, позбавляє гравця одного «життя», відносна свобода дій дозволяє гравцеві таранити ворожі судна, а кількість боєприпасів у гравця обмежена. Novell порадила гру як «кумедний засіб від стресу».